# ديفيد ميخائيل شوستر
ديفيد ميخائيل شوستر (بالإنجليزية: David Michael Schuster)‏ هو مغني أوبرا أمريكي، ولد في 1952.